# Россия на «Евровидении-1995»
Выступление России на конкурсе песни Евровидение 1995, проходившем в столице Ирландии Дублине, стало вторым на этом конкурсе. Страну представлял Филипп Киркоров с песней «Колыбельная для вулкана». Песня не добилась высокого успеха, заняв 17 место с 17-ю очками.
В связи с материальными проблемами, «Останкино» транслировало конкурс позже в записи, а не в прямом эфире.

## Национальный отбор

### Евровидение - Песня '95
Национальный отбор прошёл 19 марта 1995 в отеле "Космос". После подсчёта баллов жюри, на первом месте оказались две песни: "В синем сне" в исполнении Оксаны Павловской и "Эпитафия" в исполнении Виктории Виты. В итоге, жюри решило что на отборе не было достойных участников для представления страны на конкурсе. Только на следующий день была выбрана группа «Вокал-бэнд», но позже было решение было изменено в пользу Филиппа Киркорова. А «Вокал-бэнд» выступил в качестве бэк-вокала к Филиппу.
| № | Исполнитель       | Песня           | Очки | Место |
| - | ----------------- | --------------- | ---- | ----- |
| 1 | Василий Богатырёв | «Портрет»       | 0%   | 3     |
| 2 | Диана Шагаева     | «Звезда»        | 0%   | 3     |
| 3 | Инеш Кдырова      | «Я вижу солнце» | 0%   | 3     |
| 4 | Ольга Дзусова     | «Маска»         | 0%   | 3     |
| 5 | Алексей Молдалиев | «Для тебя»      | 0%   | 3     |
| 6 | Оксана Павловская | «В синем сне»   | 50%  | 1     |
| 7 | Виктория Вита     | «Эпитафия»      | 50%  | 1     |
| 8 | Наталья Штурм     | «Монетка»       | 0%   | 3     |

## Голосования
| Голоса за российского исполнителя | Голоса за российского исполнителя |
| --------------------------------- | --------------------------------- |
| Оценка                            | Страны                            |
| 12                                | нет голосов                       |
| 10                                | Норвегия                          |
| 8                                 | нет голосов                       |
| 7                                 | нет голосов                       |
| 6                                 | Хорватия                          |
| 5                                 | нет голосов                       |
| 4                                 | нет голосов                       |
| 3                                 | нет голосов                       |
| 2                                 | нет голосов                       |
| 1                                 | Кипр                              |

| Голоса российского жюри | Голоса российского жюри |
| ----------------------- | ----------------------- |
| Оценка                  | Страна                  |
| 12                      | Норвегия                |
| 10                      | Дания                   |
| 8                       | Израиль                 |
| 7                       | Словения                |
| 6                       | Швеция                  |
| 5                       | Ирландия                |
| 4                       | Кипр                    |
| 3                       | Исландия                |
| 2                       | Венгрия                 |
| 1                       | Великобритания          |